# Robert I van Bellême
Robert I van Bellême (overleden rond 1034) was van 1031 tot aan zijn dood heer van Bellême. Hij behoorde tot het huis Bellême.

## Levensloop
Robert I was de oudste zoon van heer Willem I van Bellême en diens echtgenote Mathilde van Condé-sur-Noireau. Aan het begin van de regering van hertog Robert de Duivel van Normandië werd zijn vader rond 1030 gedwongen om het kasteel van Alençon aan hem over te geven, terwijl Robert en zijn broer Fulco vanuit hun toevluchtsoord in het bos van Blavou plunderingen aanrichtten. De hertog van Normandië stuurde troepen om dat te beëindigen en versloeg beide broers; Fulco sneuvelde, terwijl Robert gewond raakte. Kort daarna stierf zijn vader en werd Robert I heer van Bellême.
Volgens Ordericus Vitalis nam hij niet veel later deel aan een expeditie tegen graaf Herbert I van Maine, die vermoedelijk plaatsvond in de omgeving van Saosnes. Robert I werd echter gevangengenomen en werd vervolgens twee jaar vastgehouden in het kasteel van Ballon. Tijdens een poging onder leiding van Guillaume Giroie om de heer van Bellême te bevrijden, werd Robert I rond 1034 door zijn bewakers met een bijl afgemaakt.
Robert was niet gehuwd en had geen wettige kinderen, waardoor zijn broer Willem II Talvas hem opvolgde als heer van Bellême. Wel had Robert I twee buitenechtelijke zonen: Guérin en Willem.